# Albepierre-Bredons

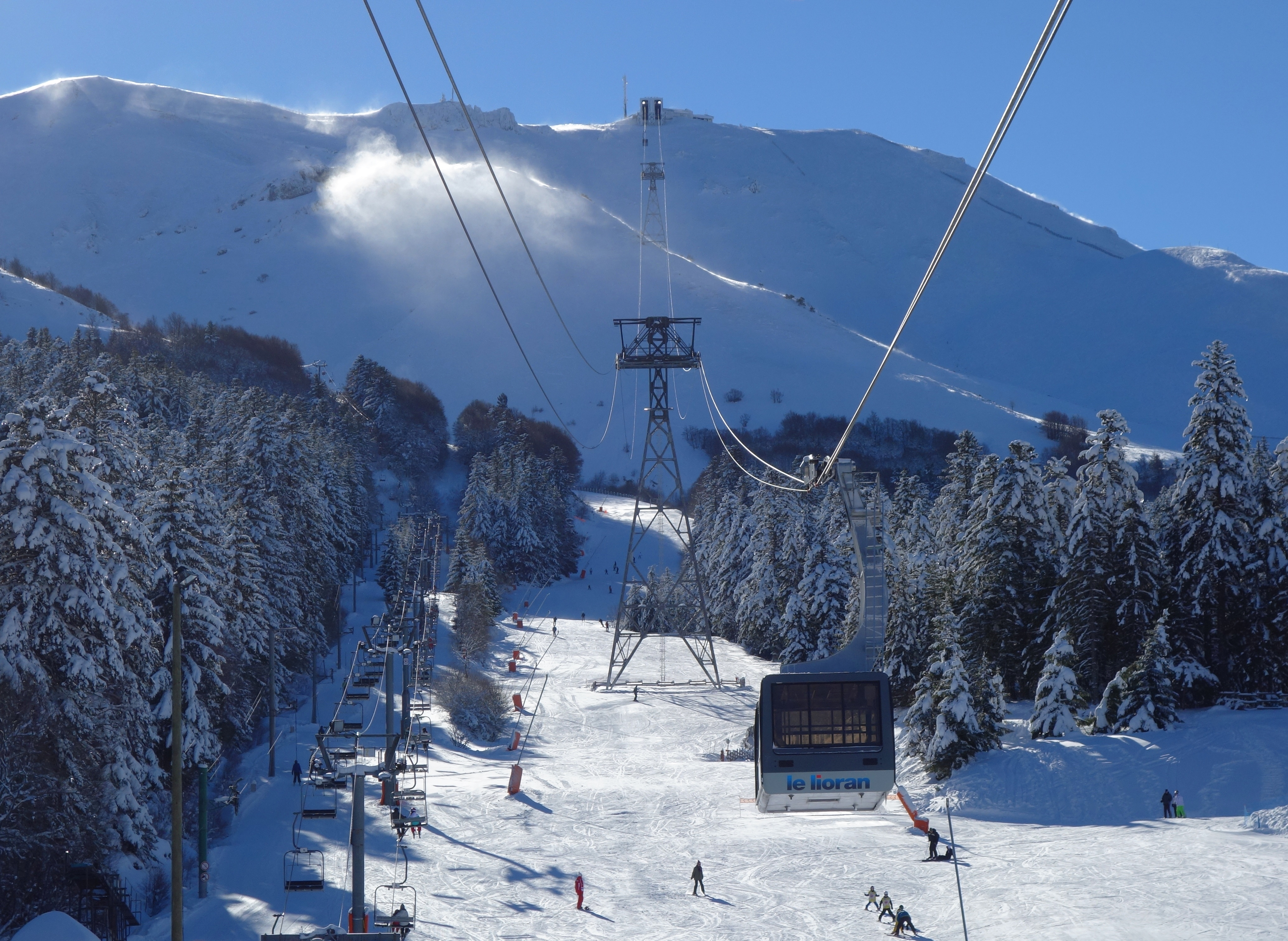
Teleférico de Plomb du Cantal

Albepierre-Bredons es una comuna francesa situada en el departamento de Cantal, en la región de Auvernia-Ródano-Alpes.
Su territorio se extiende hasta Plomb du Cantal, el punto más alto del departamento. A los pies de Plomb du Cantal se encuentra la estación de deportes de invierno Prat-de-Bouc.

## Demografía
| 1096 | 1033 | 975 | 442 | 366 | 322 | 281 | 266 | 237 | 240 |
| Para los censos de 1962 a 1999 la población legal corresponde a la población sin duplicidades (Fuente: INSEE [Consultar]) |      |     |     |     |     |     |     |     |     |